# ماتفي ايونين
ماتفي ايونين (2 أكتوبر 1996 بتالين في إستونيا - ) هو لاعب كرة قدم إستوني في مركز حراسة المرمى.

## وصلات خارجية
- ماتفي ايونين على موقع الاتحاد الدولي (مؤرشف)  (الإنجليزية)
- ماتفي ايونين على موقع الاتحاد الأوربي (الإنجليزية)
- ماتفي ايونين على موقع اتحاد إستونيا (الإنجليزية)
- ماتفي ايونين على موقع قاعدة بيانات كرة القدم.إي يو (الإنجليزية)
- ماتفي ايونين على موقع ناشيونال فوتبول تيمز (الإنجليزية)
- ماتفي ايونين على موقع Soccerway.com (الإنجليزية)